# Corriente Estudiantil Popular Antiimperialista
La Corriente Estudiantil Popular Antiimperialista (CEPA) es una corriente de agrupaciones estudiantiles universitarias de la Argentina, con presencia en la mayoría de las Universidades Nacionales a lo largo y ancho del país. Su razón de ser según sus partidarios sería tener una universidad pública y gratuita, y además popular, científica, democrática.

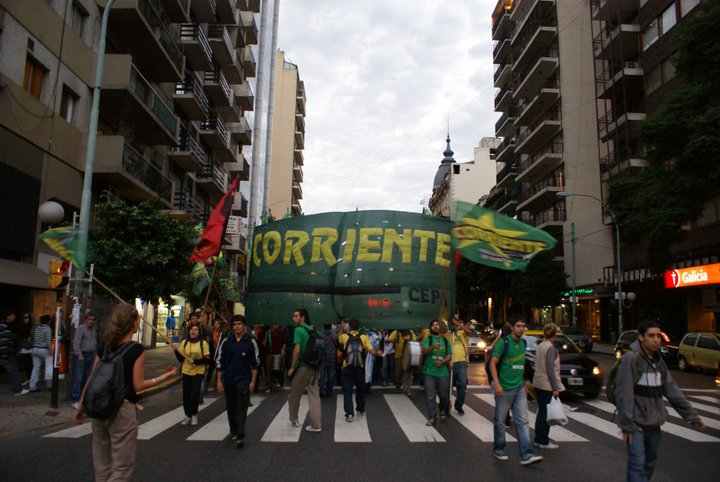
Columna de la CEPA en Capital Federal

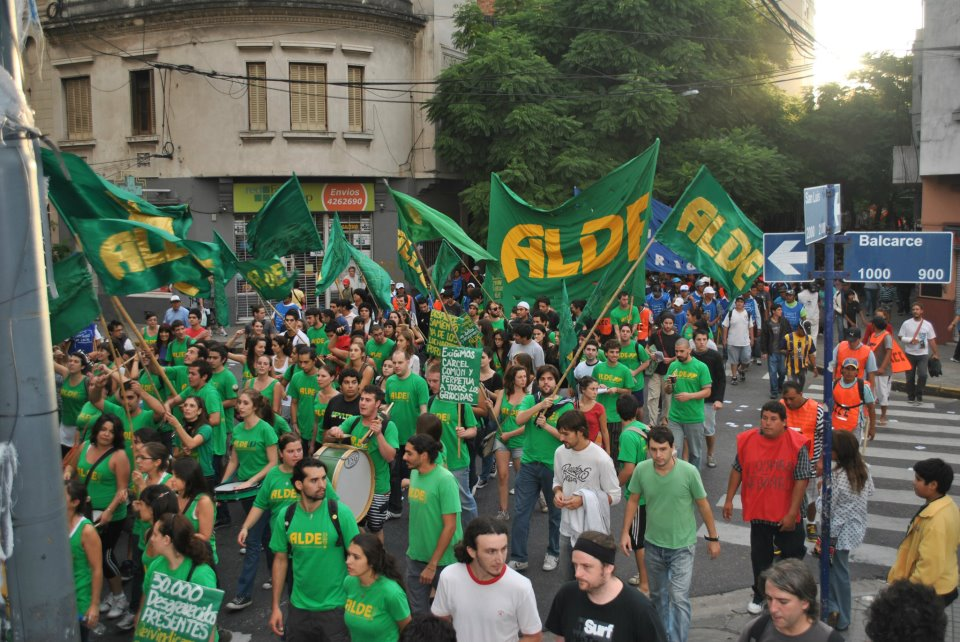
Columna del ALDE (CEPA) en Rosario en el 36° aniversario del golpe de Estado de 1976

## Surgimiento
La CEPA, fundada en 1991, nace como heredera del Frente de Agrupaciones Universitarias de Izquierda (FAUDI), conducción de la Federación Universitaria Argentina desde el 1967 hasta el 1969. Tomando como inspiración los años de conducción del (FAUDI), y en oposición al gobierno liberal de Carlos Menem, el cual definían como antinacional, antiobrero y dependiente del gobierno estadounidense, fueron parte de las manifestaciones universitarias en contra de los recortes del presupuesto y la implementación de cupos y aranceles y la Ley de Educación Superior.

## Lineamientos ideológicos
La CEPA es un frente único integrado por miembros del Partido Comunista Revolucionario y otros de diferentes extracciones e ideologías, unificados en defensa de determinados valores en relación con la universidad: 
- Democratización, definida como la garantización del acceso al amplio espectro socioeconómico del país.
- Científicidad, entendida como la implementación de una enseñanza analítica de las variaciones ideológicas, en pos de la formación de profesionales que contribuyan al desarrollo científico independiente de la Argentina.
- Responsabilidad popular, ya que se considera prioritario responder a las necesidades de la mayoría de la población desde el ámbito universitario.
- LIberación social y nacional, en el sentido de ver como la consagración de todo el plan político intra y extrauniversitario, el fin de la dependencia y la opresión en la que se concibe la Argentina.

## Organización interna
La CEPA es una corriente que nuclea a diferentes agrupaciones en todo el país. Cada año realiza su plenario nacional. Allí, en distintas comisiones y plenarios generales, resuelven lineamientos políticos. Se resuelve colectivamente, y todos los participantes pueden opinar y votar las resoluciones del plenario. También en esa instancia es elegido el coordinador nacional y la Mesa Nacional (integrada por un compañero por cada regional), que es la máxima instancia nacional entre plenario y plenario. Las regionales funcionan de manera similar, con plenarios regionales y una mesa regional. Cada agrupación que integra la CEPA resuelve en reuniones periódicas la línea política para su facultad.

## Incidencia gremial

### Conducción de Centros y Federaciones
En la Universidad Nacional del Comahue (UNCo)
- La Federación Universitaria del Comahue (FUC) en conjunto con el MILES, La Mella y La Cámpora.[7]

En la Universidad Nacional de Rosario (UNR)
- El Centro de Estudiantes de la Facultad de Ciencias Médicas.
- El Centro de Estudiantes de la Facultad de Arquitectura.

En la Universidad Nacional deL Litoral (UNL)
- El Centro de Estudiantes de la Facultad de Humanidades y Ciencias.

En la Universidad Nacional de Quilmes (UNQ)
- El Centro de Estudiantes de Ciencias Sociales y Escuela de Artes en conjunto con Alianza Universitaria, el MUI y La Cámpora.

En la Universidad Nacional de San Juan (UNSJ)
- La Federación Universitaria de San Juan en conjunto con MUU e Ideas.

Tiene presencia y ha conducido centros en la Universidad Nacional de La Plata, Universidad de Buenos Aires, Universidad Nacional de Jujuy, Universidad Nacional de Misiones, Universidad Nacional de Tucumán, Universidad Nacional de Córdoba, Universidad Nacional de Entre Ríos, Universidad Nacional de Cuyo, Instituto Superior del Profesorado "Dr. Joaquín V. González" y el Instituto de Enseñanza Superior Alicia Moreau de Justo.